# Arte cita

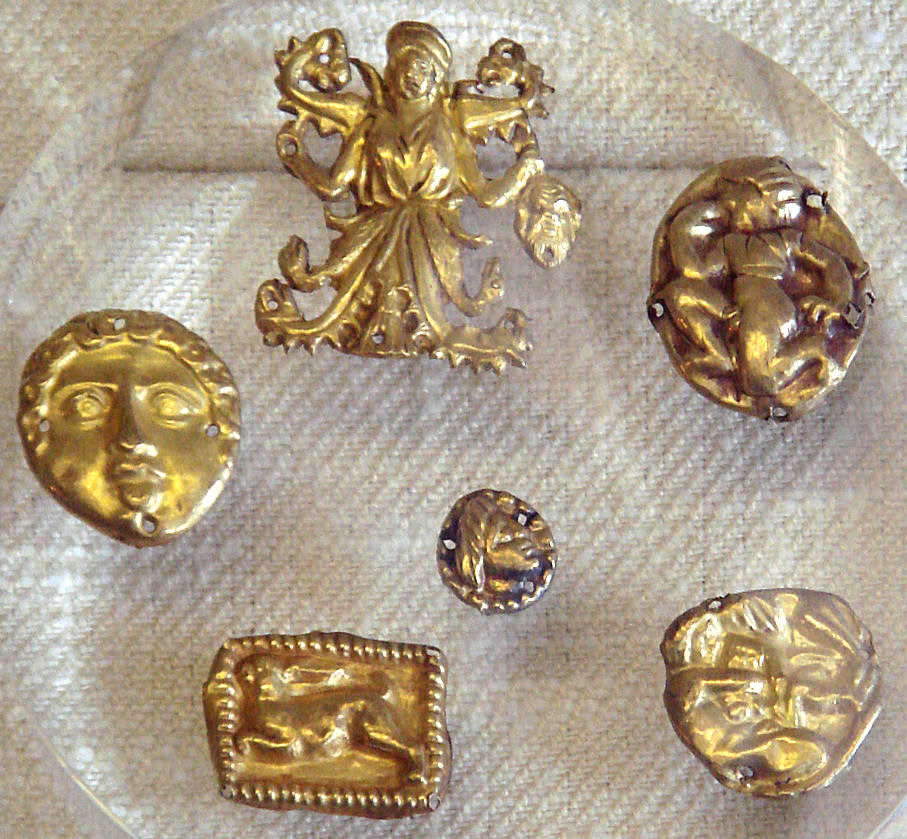
O Tesouro de Kul-Oba, Crimeia

A chamada arte cita caracteriza-se principalmente por objetos decorativos, tais como joias, produzidos por tribos nômades em uma região conhecida como Cítia, que se estendia desde o interior da Mongólia até à Rússia Europeia. É também chamada de arte das estepes e foi produzida entre os séculos VII e III a.C., quando então os citas foram deslocados pelos sármatas.
Quando os citas entraram em contato com a Grécia, seu artesanato se influenciou pela arte grega. A arte cita com joias de ouro é altamente valorizada e uma grande coleção está hoje no Museu Hermitage em São Petersburgo, bem como em museus da cidade de Miskolc, na Hungria. Recentemente, arqueólogos encontraram vários outros objetos em regiões da Sibéria, Ucrânia e Hungria.
Os citas trabalhavam com uma grande variedade de materiais, tais como ouro, madeira, couro, ossos, bronze, ferro, prata e eletro. Eles se estabeleceram em locais como Belsk, na Ucrânia, que era possivelmente a capital da civilização, Gelono, como descrita por Heródoto.

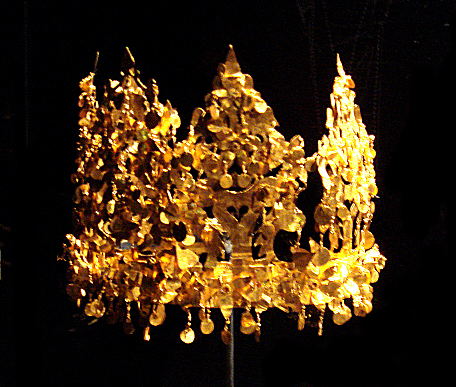
Coroa de ouro, Tesouro de Tillia tepe, Afeganistão.

Exploradores russos levaram pela primeira vez obras citas para Pedro I da Rússia no começo do século XVIII. Esses objetos foram a base da coleção de arte que está hoje no Museu Hermitage. Catarina, a Grande ficou tão impressionada com o material que pediu um estudo detalhado dos objetos. Isso bem antes das atuais técnicas arqueológicas. Recentemente, objetos citas foram encontrados perto de Quieve e na capital da República russa de Tuva, na Sibéria.